# 臺北高等學校講堂
原臺北高等學校講堂，現為國立臺灣師範大學禮堂，位於台灣台北市大安區和平東路一段162號，為臺灣日治時期台灣總督府臺北高等學校（簡稱臺北高等學校）講堂。建立於1929年(昭和四年)，由當時台灣總督府官房營繕課井手薰所設計，現以臺灣師範大學原高等學校校舍（講堂、行政大樓、文薈廳、普字樓）的名義，列為臺北市市定古蹟。

## 建築形式
台灣於1919年至1937年間，島上現代建築流行折衷主義，兼具有西洋歷史式樣建築與現代主義建築的特色，在簡潔的現代建築上，飾有歷史式樣的圖紋、元素，日人稱為近世復興式，亦有稱為過渡式樣、近代折衷式樣者，於建築結構及材料都有巨大變革，高等學校、台北帝國大學、台北公會堂等可視為此一時期的代表建築。
臺灣高等學校講堂採用簡化之哥德式建築，正面有突出巨大山牆，採城堡城垛形式，兩側之衛塔則為簡化形式。講堂內部，原屬講壇部份上部建築向後突出，成一半圓龕，後牆仍保有日治時期教育敕語保險櫃。講堂的外牆、女牆上皆有特殊的紋飾。
戰後，高等學校成為臺灣省立師範學院校地，原講堂改為禮堂，現正門入口處，嵌有宗孝忱所書岳飛〈滿江紅〉、文天祥〈正氣歌〉。

## 外部連結
- 台北高等學校網站
- 台北高等學校寮歌集 （页面存档备份，存于）
- 臺灣師範大學原高等學校校舍（講堂、行政大樓、文薈廳、普字樓）—文化部文化資產局 （页面存档备份，存于）